# Fünf Gesänge für Männerchor
Fünf Gesänge für Männerchor is een compositie van Niels Gade. Het is een verzameling liederen voor vierstemmig mannenkoor zonder begeleiding. De stemverdeling is 2x tenor, 2x bariton.
Gade gebruikte teksten van diverse dichters/zangers:
1. Die Quelle in der Wüste uit "Östliche Rosen"  van Friedrich Rückert
2. Sängers Glück  van Carl Leberecht Immermann
3. Minnelied, een lied van Der von Kürenberg (beter bekend onder titel Falkenlied)
4. Lebensweisheit uit "Östliche Rosen" van Friedrich Rückert
5. Frühlingsnahen van Ludwig Liber